# Girolamo Marchesi
Pour les articles homonymes, voir Marchesi.
Girolamo Marchesi (vers 1471 - 1550) est un peintre italien de la Renaissance, appartenant à l'école Bolonaise.

## Biographie
Né à Cotignola, d'où son surnom de Girolamo da Cotignola, Girolamo Marchesi a été formé dès le début avec Francesco Francia à Bologne, puis à Rome avec Raphaël. Il s'est ensuite rendu à Naples où il a été patronné par le marchand florentin Tommaso Cambi. Selon Giorgio Vasari, il a épousé une femme de mauvaise réputation là-bas.
À Ferrare il a laissé une Adoration des mages et, dans l'église Santa Maria in Vado, une peinture de deux saints. Il peignit avec Biagio Pupini à San Michele in Bosco à Bologne, à  Rimini, avec Benedetto Coda et Lattanzio Mainardi, mais l'emplacement et le destin de ces tableaux restent inconnus. Il a également peint à Forlì et Pesaro.
Il travaille pour des familles princières, ainsi, dans une peinture à Pesaro où l'on voit agenouillés, parmi les saints et saintes, aux pieds de la Madone couronnée, Ginevra Tiepolo, veuve de Giovanni Sforza et son fils Costanzo Sforza.
Sa Mise au tombeau du Christ fait aujourd'hui partie des collections du palais des Beaux-Arts de Lille.

## Œuvres dans les collections publiques
- Chartres, musée des Beaux-Arts : La Vierge et l'Enfant et saint François d'Assises, toile, 73 × 55 cm, collection Campana (no 323)[2].

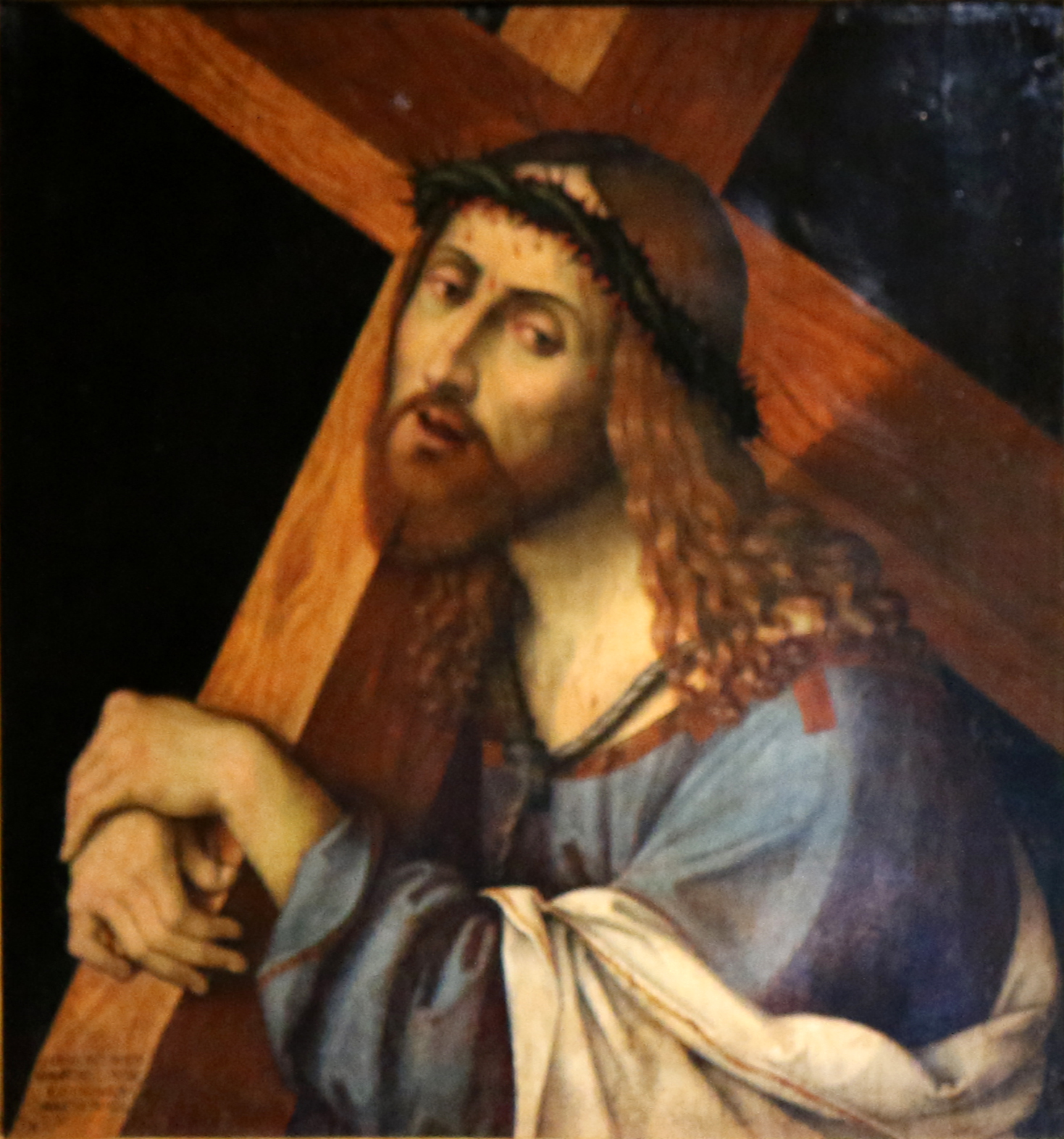
Christ portant la croix, 1520, huile sur peuplier.
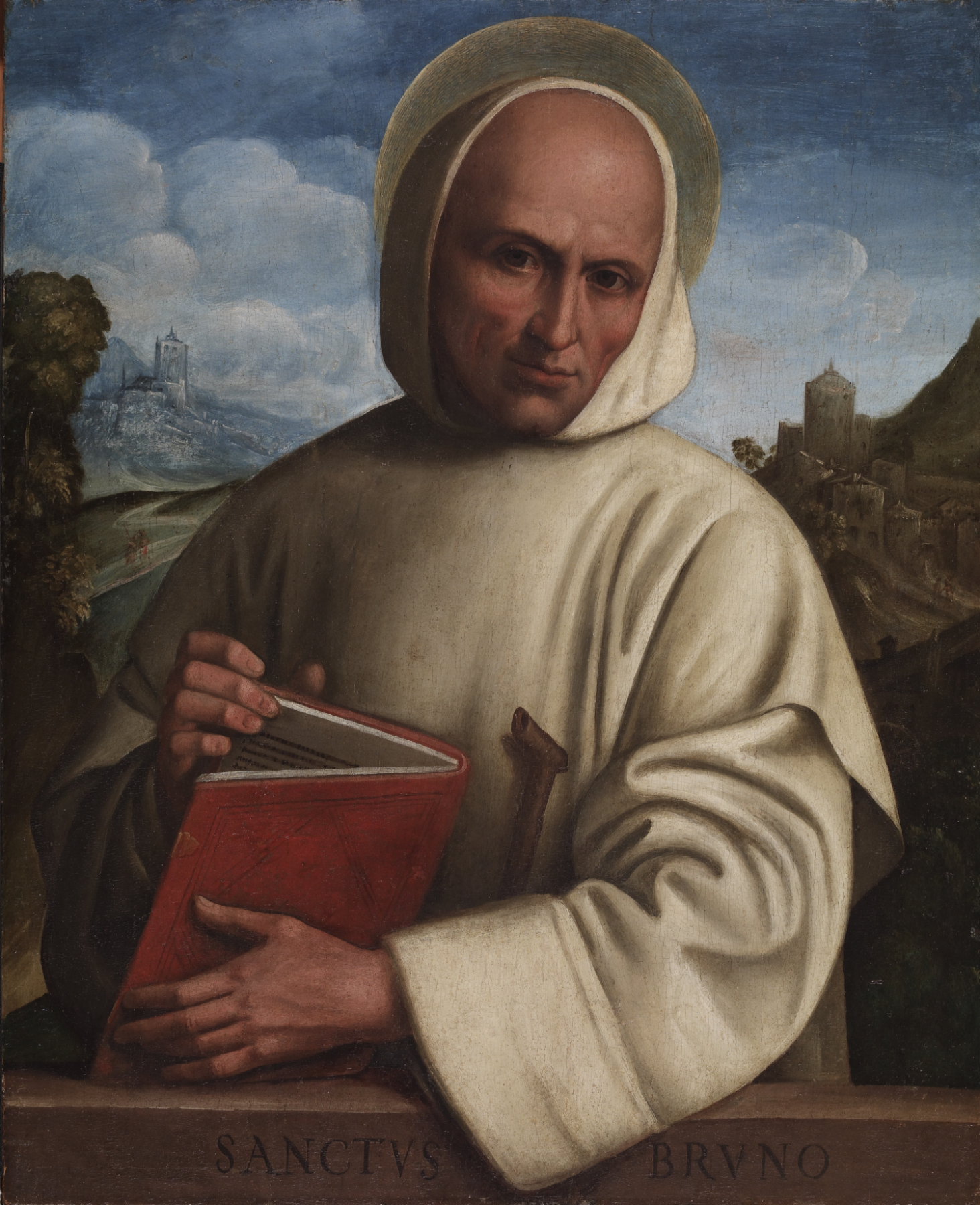
Saint Bruno, 1520, huile sur bois.
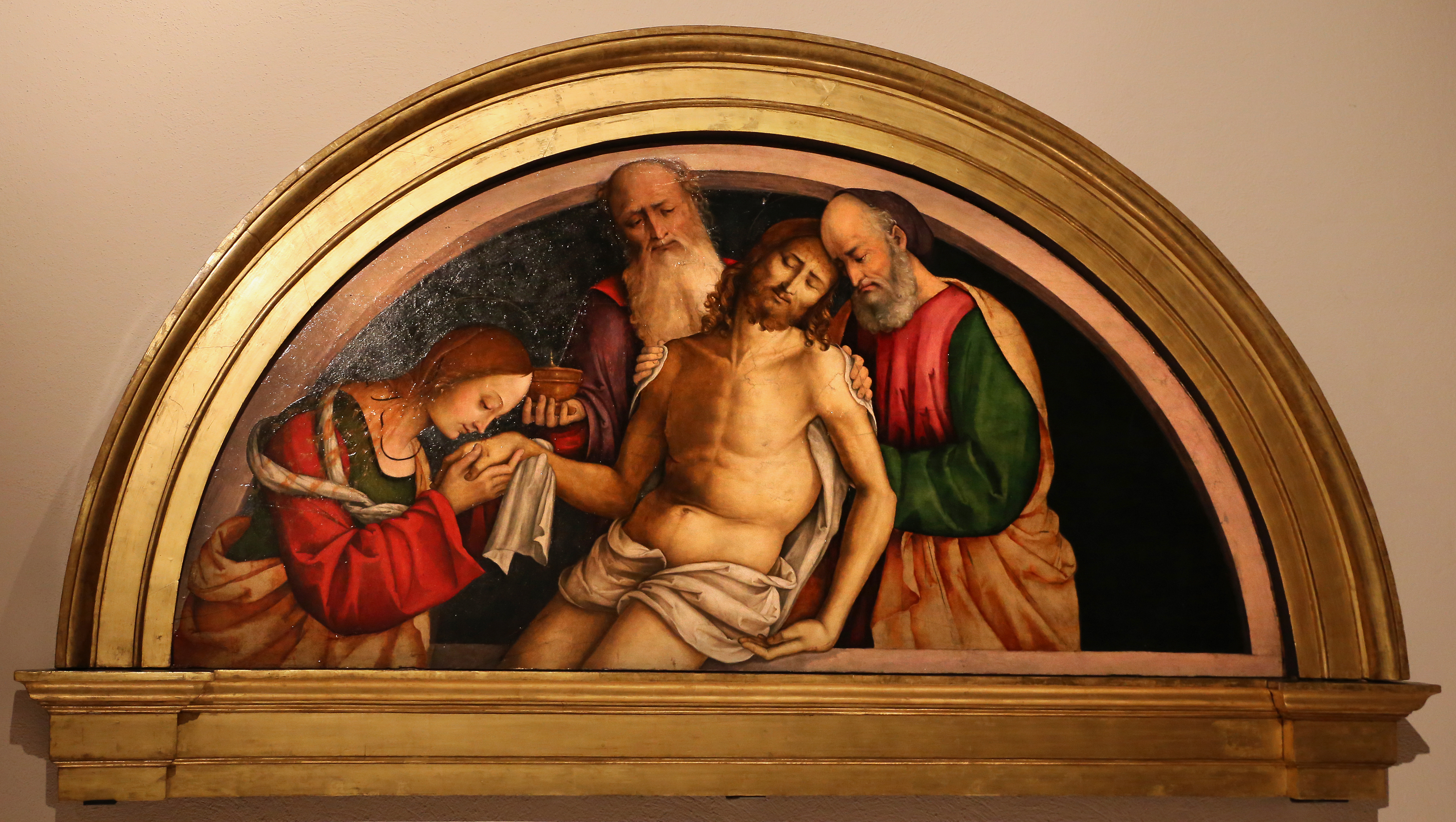
Christ au tombeau, palais des Beaux-Arts de Lille.
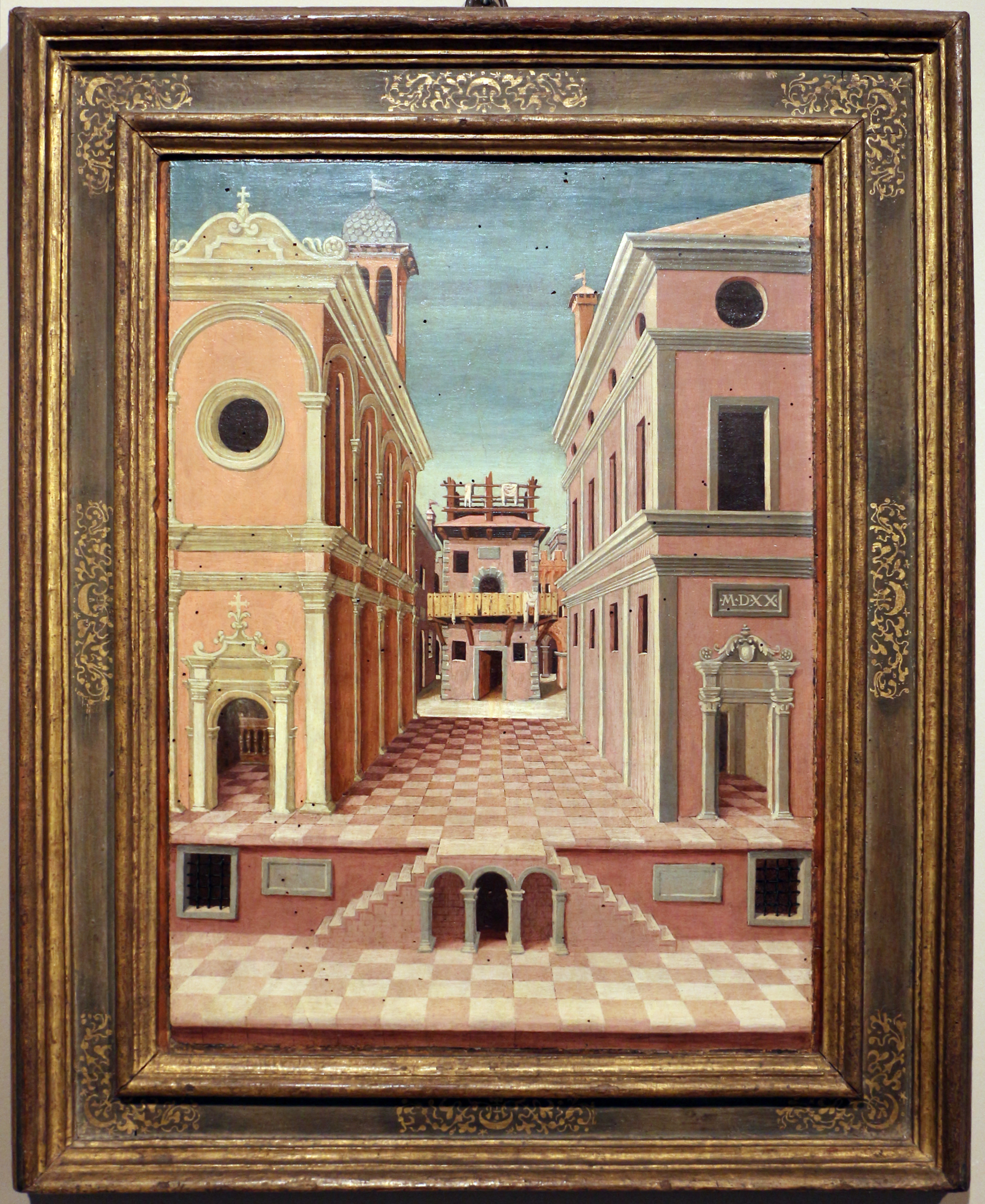
Palazzo dei Diamanti, Ferrare.

## Source de la traduction
- (en) Cet article est partiellement ou en totalité issu de l’article de Wikipédia en anglais intitulé « Girolamo Marchesi » (voir la liste des auteurs).